# كيركوود (نيويورك)
كيركوود (بالإنجليزية: Kirkwood, New York)‏ هي بلدة أمريكية تقع في الولايات المتحدة في مقاطعة بروم، نيويورك. يقدر عدد سكانها بـ 5,857 نسمة ومساحتها 80.8 كم2 وترتفع عن سطح البحر 316 متر.